# ميلاني ليوبولز

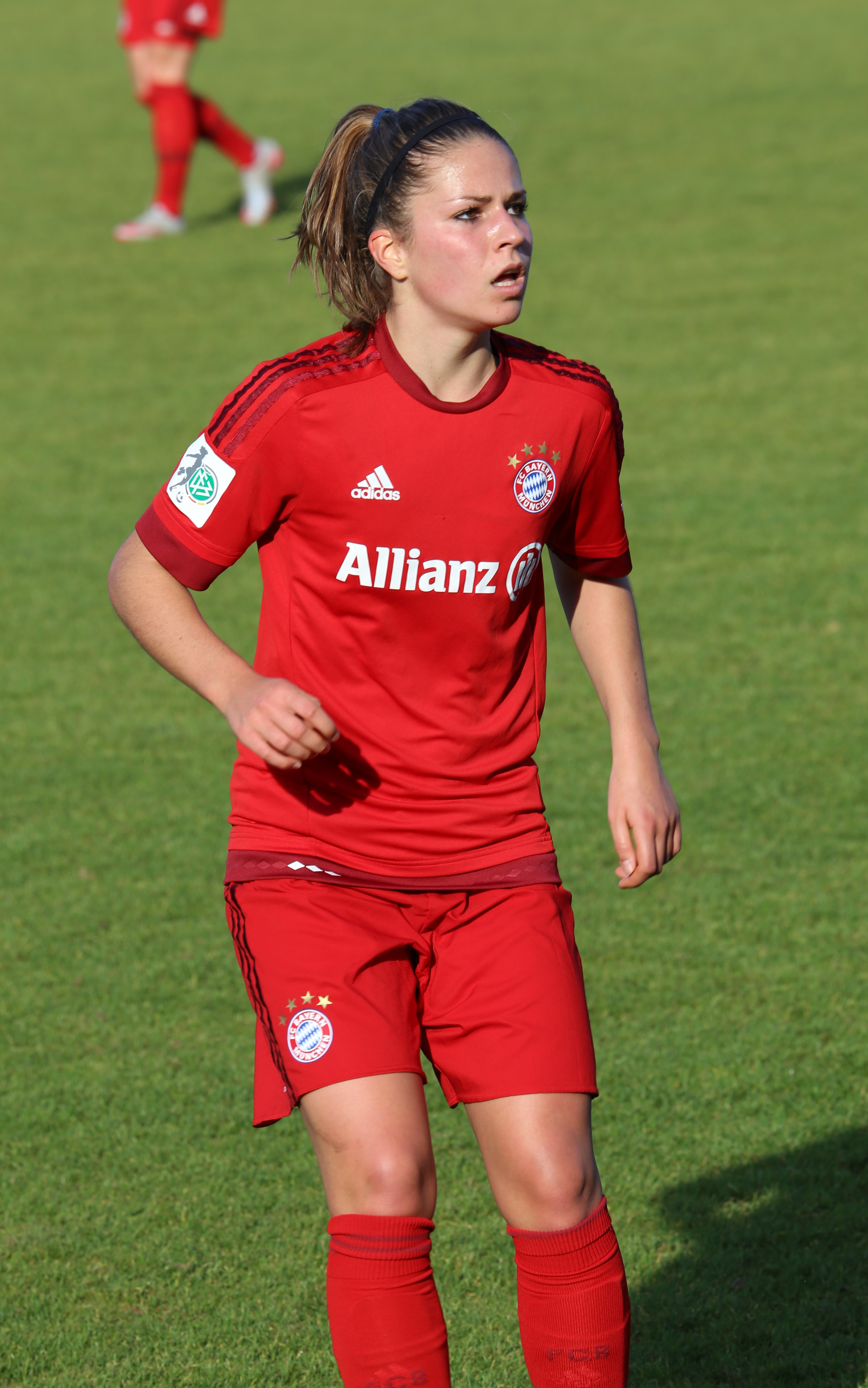
ليوبولز مع بايرن ميونخ.

ميلاني ليوبولز (بالألمانية: Melanie Leupolz) (المولودة 14 أبريل 1994) لاعبة كرة قدم ألمانية تلعب حاليًا مع نادي بايرن ميونخ الألماني و‌المنتخب الألماني كلاعبة وسط.

## المسيرة الدولية
لعبت ليوبولز أول مباراة لها مع المنتخب يوم 19 يونيو 2013 في مباراة ضد كندا انتهت بفوز ألمانيا بهدف نظيف. اُختيرت في اليوم القادم للمشاركة مع المنتخب في بطولة أمم أوروبا للسيدات 2013.

## روابط خارجية
- ميلاني ليوبولز على موقع الاتحاد الدولي (مؤرشف)  (الإنجليزية)
- ميلاني ليوبولز على موقع الاتحاد الأوربي (الإنجليزية)
- ميلاني ليوبولز على موقع قاعدة بيانات كرة القدم.إي يو (الإنجليزية)
- ميلاني ليوبولز على موقع بيانات كرة القدم. دي إي (الألمانية)
- ميلاني ليوبولز على موقع ليكيب (الفرنسية)
- ميلاني ليوبولز على موقع Soccerway.com (الإنجليزية)
- ميلاني ليوبولز على موقع عالم كرة القدم.نت (الإنجليزية)
- ميلاني ليوبولز على موقع كووورة
- ميلاني ليوبولز على موقع اللجنة الأولمبية الدولية (الإنجليزية)
- ميلاني ليوبولز على موقع أوليمبيديا (الإنجليزية)